# Bridgwater
Bridgwater è una città di 36 563 abitanti e una parrocchia civile del Somerset, in Inghilterra. È il centro amministrativo del distretto di Sedgemoor, e un importante centro industriale. Tra i numerosi luoghi di culto spicca la Chiesa di Santa Maria (Church of St Mary). Tra i luoghi d'interesse vi è una casa in Blake Street, in gran parte restaurata, luogo di nascita dell'Ammiraglio Robert Blake nel 1599, oggi sede del Museo Blake. La città ha un proprio centro di arti e ospita l'annuale Bridgwater Guy Fawkes Carnival.

## Amministrazione

### Gemellaggi
- La Ciotat, Francia
- Homberg (Efze), Germania
- Uherské Hradiště, Repubblica Ceca
- Marsa, Malta